# Gospodin Franjo
Gospodin Franjo je zgodovinski roman pisatelja Frana Maslja-Podlimbarskega iz leta 1913. Je odličen opis razmer v Bosni po avstro-ogrski zasedbi. 
Gospodin Franjo je Masljevo najobširnejše in najbolj znano delo. V idealnem slovenskem inženirju Francetu Vilarju, ki vodi sekanje gozdov na Konj-planini, je upodobil samega sebe; njegov junak je zaključena in že dograjena osebnost, ki se ne razvija več. Z nadrobnim orisom bossenskih razmer je pokazal na zlo avstrijske okupacije ter razkrival svoje politične in socialne ideje, strastno vero v slovanstvo in protiavstrijsko miselnost.
Zaradi te knjige je bil avtor leta 1915 obsojen veleizdaje, vzeli so mu častniški čin. Naslednje leto so ga prisilno premestili v Ober-Hollabrunn in nato v Pulkau, kjer je umrl leta 1917. Knjigo so oblasti zaplenile, izdajateljico, Slovensko matico pa razpustile ter ji zaplenile premoženje.

## Vsebina
Glavni junak je France Vilar. Ko Vilar doštudira in začne iskati službo, ga kot rezervnega poročnika vpokličejo in sodeluje pri avstro-ogrski zasedbi Bosne.
Po zasedbi dobi službo v Bosni kot inženir v Tuzli. Spoznavati začne vse plati bosanskega prebivalstva: kulturonosce (»Kulturträgerje«) in domačine med katerimi zija nepremostljiv prepad, korumpiranost oblasti in njenih sodelavcev in bedo bosanskega ljudstva.
Glavni liki so: okrajni načelnik, dunajski žid, ki zapeljuje ženo svojega uradnika in izgubi glavo; Poljak Hvalibogovski, ki hoče »panslovanom« in Bosancem natakniti na glavo lončene klobuke; odpadnik Buzduga; turški ovaduh Atif Sarajlija; nenasitni izžemalec gozdar Bierkof; židovski trgovec Blaustift; paznik Gajer; slovenski bojazlivec in petolizec Hren - ti spadajo v protiljudski tabor. Domačine predstavljajo: uradnik Bajić z nezvesto ženo Ljubico, koketno sestro Katico in dobro materjo; nemirni agitator, pobegli menih Jovica Milošević in njegova sestra Danica, ki vzljubi inženirja; deček Vasko; vedno lačni Bobojedec. 
Zatiranim delavcem želi pomagati, kar mu vsaj delno uspe. Hvaležni ljudje ga začnejo klicati Gospodin Franjo. Vendar se prepad med njim in predstavniki oblasti poglablja. Spozna mlado Bosanko in se zaljubi vanjo, ona mu ljubezen vrača.
Konflikt med njim in oblastjo se posebno zaostri med bosansko vstajo leta 1882. Zaradi njegove dejavnosti in spleta dogodkov ga zaprejo in obtožijo veleizdaje. 
Končno se njegova zgodba srečno izteče in združi se s svojo ljubo.

## Ocena
Delo je zanimivo kot zgodovinski dokument, umetniško pa je prmala strnjeno. Oton Župančič je menil, da je Podlimbarski res imel nekaj povedati, a da se mu v pripovedovanju nikamor ne mudi, zato roman nima vrhuncev, ni jedrnat in ekonomičen.